# Pépé sur la piste de l'amour
 (juillet 2020).
Pour plus de détails, voir Fiche technique et Distribution.
Pépé sur la piste de l'amour (Two Scent's Worth en anglais) est un cartoon américain Merrie Melodies de 1955 réalisé par Chuck Jones mettant en scène Pépé le putois. 